# Bacary Sagna
Bacary Sagna (Sens, el 14 de febrer del 1983) és un futbolista francès que actualment juga de lateral dret al Manchester City FC de la Premier League anglesa. Sagna, també juga per la selecció de França des del 2007.
El 13 de maig de 2014, l'entrenador de la selecció francesa Didier Deschamps el va incloure a la llista final de 23 jugadors que representaran França a la Copa del Món de Futbol de 2014.

## Referències

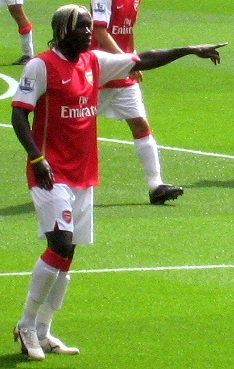
Bacary Sagna a l'Arsenal.